# Route nationale 747
Pour les articles homonymes, voir Route 747.
La route nationale 747 ou RN 747 était une route nationale française reliant La Roche-sur-Yon à La Tranche-sur-Mer. À la suite de la réforme de 1972, elle a été déclassée en RD 747.

## Ancien tracé de la Roche-sur-Yon à la Tranche-sur-Mer (D 747)
- La Roche-sur-Yon
- Aubigny
- Moutiers-les-Mauxfaits
- La Tranche-sur-Mer